# Мальцев, Владислав Анатольевич
Владисла́в Анато́льевич Ма́льцев (укр. Владислав Анатолійович Мальцев; род. 3 апреля 1975, Симферополь) — украинский футболист, нападающий. В настоящее время — на тренерской работе.

## Биография
Профессиональную карьеру начал в клубе Первой лиги «Артания». Позже играл за клуб Высшей лиги «Кривбасс», в котором провёл 53 матча и забил 8 мячей. В 1997 году перешёл в «Николаев», в котором провёл 17 матчей и забил 1 гол. В сезоне 1998/99 выступал за клубы высшей лиги «Нива» из Тернополя и «Прикарпатье».
Позже его карьера складывалась не очень удачно, он выступал за клубы Первой и Второй лиги: «Буковину», «Спартак» из города Сумы, в 2001 году играл за российский любительский клуб «Реутов». В 2002 году переехал в Житомир, где играл за «Полесье». В сезоне 2003/04 играл за второлиговскую «Крымтеплицу», в которой провёл 18 матчей и забил 4 мяча в чемпионате, 1 матч в Кубке Украины. Последний клуб «Пальмира».

## Тренерская карьера
В 2011 году возглавил крымскую любительскую команду «Гвардеец», с которой в первом же сезоне стал чемпионом Крыма. В следующем сезоне завоевал бронзовые награды любительского чемпионата Украины.